# Elektra Natchios
Elektra, teljes nevén Elektra Natchios egy kitalált szereplő a Marvel Comics képregényeiben. A szereplőt Frank Miller alkotta meg. Első megjelenése a Daredevil 168. számában volt, 1981 januárjában.
Elektra egy bérgyilkos nindzsa, jellegzetes fegyvere egy pár szai. Elektra a  Fenegyerek életének egyik nagy szerelme, de a nő erőszakos természete és zsoldosokra jellemző életvitele elválasztotta őket. Elektra 1982 áprilisában, a Daredevil 181. számában a Vezér egyik bérgyilkosával, Célponttal való küzdelme során életét vesztett. A Marvel és Miller között volt egy íratlan megállapodás, miszerint Miller beleegyezése nélkül nem támasztják fel a szereplőt. Ez a megállapodás azonban még akkor született mikor a Marvel egy magánvállalat volt, mikor azonban a vállalat nyílttá vált, ez a megállapodás áldozatául esett annak, hogy a cég nem akart elveszíteni egy sikeres karaktert. Elektra azóta többször is visszatért a képregények oldalain.
Elektrát a 2003-as Daredevil – A fenegyerek és az azt követő 2005-ös Elektra című filmben Jennifer Garner alakította.